# Кугунурское сельское поселение
Кугунурское се́льское поселе́ние — муниципальное образование в Балтасинском районе Татарстана Российской Федерации.
Административный центр — село Кугунур.

## История
Статус и границы сельского поселения установлены Законом Республики Татарстан от 31 января 2005 года № 49-ЗРТ «Об установлении границ территорий и статусе муниципального образования "Балтасинский муниципальный район" и муниципальных образований в его составе».

## Население
| 2010  | 2011  | 2012  | 2013  | 2014  | 2015  | 2016  |
| ----- | ----- | ----- | ----- | ----- | ----- | ----- |
| 1950  | ↘1948 | ↘1930 | →1930 | ↘1897 | ↘1883 | ↘1870 |
| 2017  | 2018  |       |       |       |       |       |
| ↘1838 | ↘1809 |       |       |       |       |       |

## Состав сельского поселения
| № | Населённый пункт | Тип населённого пункта       | Население |
| - | ---------------- | ---------------------------- | --------- |
| 1 | Дурга            | деревня                      |           |
| 2 | Кугунур          | село, административный центр |           |
| 3 | Кургем           | село                         |           |
| 4 | Куремьял         | деревня                      |           |
| 5 | Кускем           | деревня                      |           |
| 6 | Улисьял          | деревня                      |           |
| 7 | Шуда             | село                         |           |
| 8 | Ямбурово         | посёлок                      |           |